# 靈斯泰茲市鎮
靈斯泰茲市鎮（丹麥語：Ringsted kommune）是丹麥的一個市鎮，位於西蘭島中部，屬西蘭大區。面積295.48平方公里，2009年人口32,442人。行政中心为靈斯泰茲。